# Lesina-tó
A Lesina-tó (olaszul Lago di Lesina) Olaszország Puglia régiójában fekszik, a Gargano-hegység és a Tavoliere delle Puglie síkság között. A kilencedik legnagyobb olaszországi tó és a második dél-olaszországi a Varano-tó mögött. A tó 22 km hosszú és átlagosan 2,4 km széles. Az Adriai-tengertől egy homoktúrzás választja el a Bosco Isola, mely 16 km hosszú és 1-2 km széles. A tengerrel az Acquarotta és Schiapparo csatornákon keresztül van kapcsolata. A tóban nagyszámú angolnapopuláció él, ami megélhetést biztosít a környék lakosságának.

## Fordítás
Ez a szócikk részben vagy egészben  a   Lago di Lesina című olasz Wikipédia-szócikk ezen változatának fordításán alapul.  Az eredeti cikk szerkesztőit annak laptörténete sorolja fel. Ez a jelzés csupán a megfogalmazás eredetét és a szerzői jogokat jelzi, nem szolgál a cikkben szereplő információk forrásmegjelöléseként.